# Общее наследие человечества
Общее наследие человечества — концепция, заключающаяся в том, что определенные территории и их ресурсы, полезные для всего человечества, необходимо защитить от эксплуатации в одностороннем порядке отдельными государствами или их гражданами и компаниями, а они должны использоваться в рамках какого-либо международного соглашения на благо всего человечества.
Появление этой концепции обычно связывается с выступлением 17 августа 1967 года представителя Мальты Арвида Пардо на Генеральной Ассамблее ООН. Пардо предложил заключить международный договор о использовании дна морей и океанов за пределами национальной юрисдикции в интересах всего человечества. В представленном в ООН меморандуме Пардо изложил четыре принципа, которые в последующем рассматривались в качестве основополагающих для концепции общего наследия человечества: 
- запрет на присвоение в любой форме морского и океанского дна за пределами действия национальной юрисдикции;
- проведение исследований данного района с соблюдением принципов и целей Устава ООН;
- использование этого района и его экономическая разработка с учетом интересов всего человечества, с направлением при этом дохода от эксплуатации ресурсов района главным образом на содействие развитию бедных стран;
- резервирование этого района для использования исключительно в мирных целях[2][3][4].

Положение о распространении на территории морского дна и дна океана и его недр концепции общего наследия человечества вслед за его закреплением в резолюциях Генеральной ассамблеи ООН нашло свое отражение в Конвенции ООН по морскому праву 1982 года. Эта конвенция вводит понятие «Район», которое означает дно морей и океанов и его недра за пределами национальной юрисдикции. Согласно статье 136 Конвенции ООН по морскому праву, «Район и его ресурсы являются общим наследием человечества», при этом должно обеспечиваться справедливое распределение финансовых и других выгод от деятельности в Районе с учетом потребностей и интересов развивающихся государств. 
Инициаторами закрепления данной концепции выступили прежде всего государства, которые не обладали техническими средствами для добычи полезных ископаемых в недрах Района морского дна, и, вероятно, не будут обладать ими в обозримом будущем. При этом США отказались ратифицировать Конвенцию ООН по морскому праву, и было заявлено, что США, которые фактически приняли в качестве обычного международного права большинство положений этой конвенции, отвергают именно те положения конвенции, которые относятся к разработке так называемых марганцевых конкреций в недрах Района морского дна.
Также концепция общего наследия человечества нашла свое отражение в Соглашении о деятельности государств на Луне и других небесных телах 1979 года, в котором говорится, что «Луна и ее природные ресурсы являются общим наследием человечества. Луна не подлежит национальному присвоению ни путем провозглашения на нее суверенитета, ни путем использования или оккупации, ни любыми другими средствами, поверхность или недра Луны, а также участки ее поверхности или недр или природные ресурсы там, где они находятся, не могут быть собственностью какого-либо государства, международной межправительственной или неправительственной организации, национальной организации или неправительственного учреждения или любого физического лица, государства-участники обязуются установить международный режим, включая соответствующие процедуры, для регулирования эксплуатации природных ресурсов Луны, когда будет очевидно, что такая эксплуатация станет возможной в ближайшее время».
В первой половине XX века очень остро стояла проблема территориального статуса Антарктики, и в 1959 году он был определен путём заключения Договора об Антарктике, который установил в Антарктике свободу научных исследований. В конце XX века выдвигались предложения провозгласить Антарктику и её ресурсы общим наследием человечества. Однако Протокол 1991 года по охране окружающей среды к Договору об Антарктике ввел 50-летний мораторий на любую практическую деятельность, связанную с освоением минеральных ресурсов Антарктики.